# 4e division de chars de la Garde
Pour les articles homonymes, voir 4e division.
La 4e division de chars de la Garde (en russe : 4-я гвардейская танковая дивизия, abrégé en 4 гв. тд, traduisible aussi par 4e division de tanks de la Garde), de son nom complet la 4e division de chars de la Garde Kantemirovskaïa ordres de Lénine et du Drapeau rouge nommée d'après I. V. Andropov (4-я гвардейская танковая Кантемировская ордена Ленина Краснознамённая дивизия имени Ю. В. Андропова), est une grande unité de l'Armée de terre russe (n° d'unité 19612), dont la garnison est à proximité de Moscou (à Naro-Fominsk).
Ses traditions remontent au 17e corps de chars soviétique créé en 1942, renommé 4e corps de chars de la Garde Kantemirovskaïa en janvier 1943, puis 4e division de chars en juin 1945. Ses unités ont été déployées dans Moscou lors du putsch manqué d'août 1990, puis soutiennent Boris Eltsine lors de la crise constitutionnelle d'octobre 1993.
Ses moyens sont réduits en 2009 pour devenir la 4e brigade séparée de chars de la Garde, puis elle est remontée au niveau d'une division en 2013. Depuis février 2022, les BTG de la division sont engagés dans l'invasion de Ukraine.

## Seconde Guerre mondiale

### 17ecorpsde chars
En juin 1942 est constitué à Stalingrad le 17e corps de chars de l'Armée rouge (en russe 17-й танковый корпус, abrégé en 17 тк). Le corps est rapidement affecté au front de Briansk pour contrer l'offensive d'été allemande et débarque à Voronej le 24 juin 1942. Engagée dans la bataille de Voronej à partir du 28, mais en panne de carburant et frappé par la Luftwaffe, elle s'y fait étriller vers Kastornoïe (ru) par le 24e corps blindé allemand ; ses survivants battent en retraite à l'est du Don au tout début de juillet. Le corps est ensuite affecté au front de Voronej.
En décembre 1942, le corps passent sous les ordres du front du Sud-Ouest, dans lequel il participe à l'opération Uranus et surtout à l'opération petit Saturne. Pour sa prestation, elle reçoit le titre d'unité de la Garde et est renommée le 4e corps de chars de la Garde le 1er mars 1943, avec la mention Kantemirovskaïa (en référence à Kantemirovka (ru), à l'extrémité sud de l'oblast de Voronej, tout près de la frontière avec l'Ukraine).

### 4ecorpsde chars de la Garde
Le 4e corps de chars de la Garde (4-й гвардейский танковый корпус, en abrégé 4 гв тк) participe à l'opération Polkovodets Roumiantsev (l'une des deux contre-offensives soviétiques après la bataille de Koursk) en août 1943. Durant l'offensive Dniepr-Carpates de la fin 1943 au printemps 1944, le corps participe à la prise de Ternopol, recevant pour cette action l'ordre du Drapeau rouge. Puis, en avril 1944, il est transféré au 2e front ukrainien où il fait partie temporairement de la 5e armée blindée de la Garde.
Le corps termine la guerre au sein du 1er front ukrainien : durant l'offensive Lvov-Sandomir en juillet-août 1944, il contribue à la prise de Cracovie, recevant ainsi l'ordre de Lénine. Ensuite c'est l'offensive Vistule-Oder, le corps étant engagé dans l'offensive Sandomierz-Silésie en janvier 1945, puis dans l'offensive de Basse-Silésie en février 1945, la bataille de Berlin en avril, il atteint l'Elbe en premier et fonce sur Prague en mai.

## Guerre froide
Le 14 juin 1945, en pleine réorganisation de l'Armée de terre soviétique, le 4e corps de chars de la Garde est renommé la 4e division de chars de la Garde, tandis que ses brigades deviennent des régiments. Elle est, en septembre 1945, envoyée garnisonner à Naro-Fominsk, dans le district militaire de Moscou, et y reste jusqu'à la fin de la guerre froide.
Dans les années 1980, la division Kantemirovskaïa est encore maintenue à 80 % de son effectif plein théorique, presque sur le pied de guerre. Le 23 février 1984, l'unité rajoute le titre de I. V. Andropov (qui venait de mourir), ce qui donne pour nom complet : la « 4e division de chars de la Garde Kantemirovskaïa des ordres de Lénine et du drapeau rouge nommée en l'honneur de I. V. Andropov » (4-я гвардейская танковая Кантемировская ордена Ленина Краснознамённая дивизия имени Ю. В. Андропова).
Lors du putsch manqué d'août 1990, les chars de la division Kantemirovskaïa sont déployés dans l'agglomération moscovite, au côté des blindés de la Tamanskaïa (la 2e division de fusiliers motorisés de la Garde), plusieurs unités finissant par sympathiser avec les civils.

## Armée russe

Insigne d'épaule de la division.

Après avoir fait partie en 1991 des Forces armées conjointes de la Communauté des États indépendants, la division devient en 1992 une des grandes unités des Forces armées de la fédération de Russie, intégrée dans la 20e armée combinée de la Garde (le 20e corps de 1994 à 1998). Lors de la crise constitutionnelle d'octobre 1993, la division (ainsi que la Tamanskaïa) soutien le président Boris Eltsine, quelques-uns de ses chars T-80 se retrouvant devant la Maison-Blanche à Moscou.
Des détachements de la division sont envoyés combattre durant la première (1994-1996) et la seconde guerre de Tchétchénie (1999-2000), mais aussi dans des missions d'interposition en Ossétie du Sud en 1997, ainsi qu'au Kosovo de 1998 à 2002.
Dans le cadre d'une réforme des Forces armées russes, la division est réduite à la taille d'une brigade en 2009 pour devenir la 4e brigade séparée de chars de la Garde. Le nouveau ministre de la Défense, Sergueï Choïgou, annule partiellement la réforme, donc elle redevient une division en 2013, intégrée avec la Tamanskaïa dans la 1re armée de chars de la Garde (reconstituée en novembre 2014). L'armée russe compte trois divisions de chars (la 90e remises sur pied en 2016 et la 47e en 2022), théoriquement destinées à être la pointe d'une offensive.

### Portes ouvertes 2017

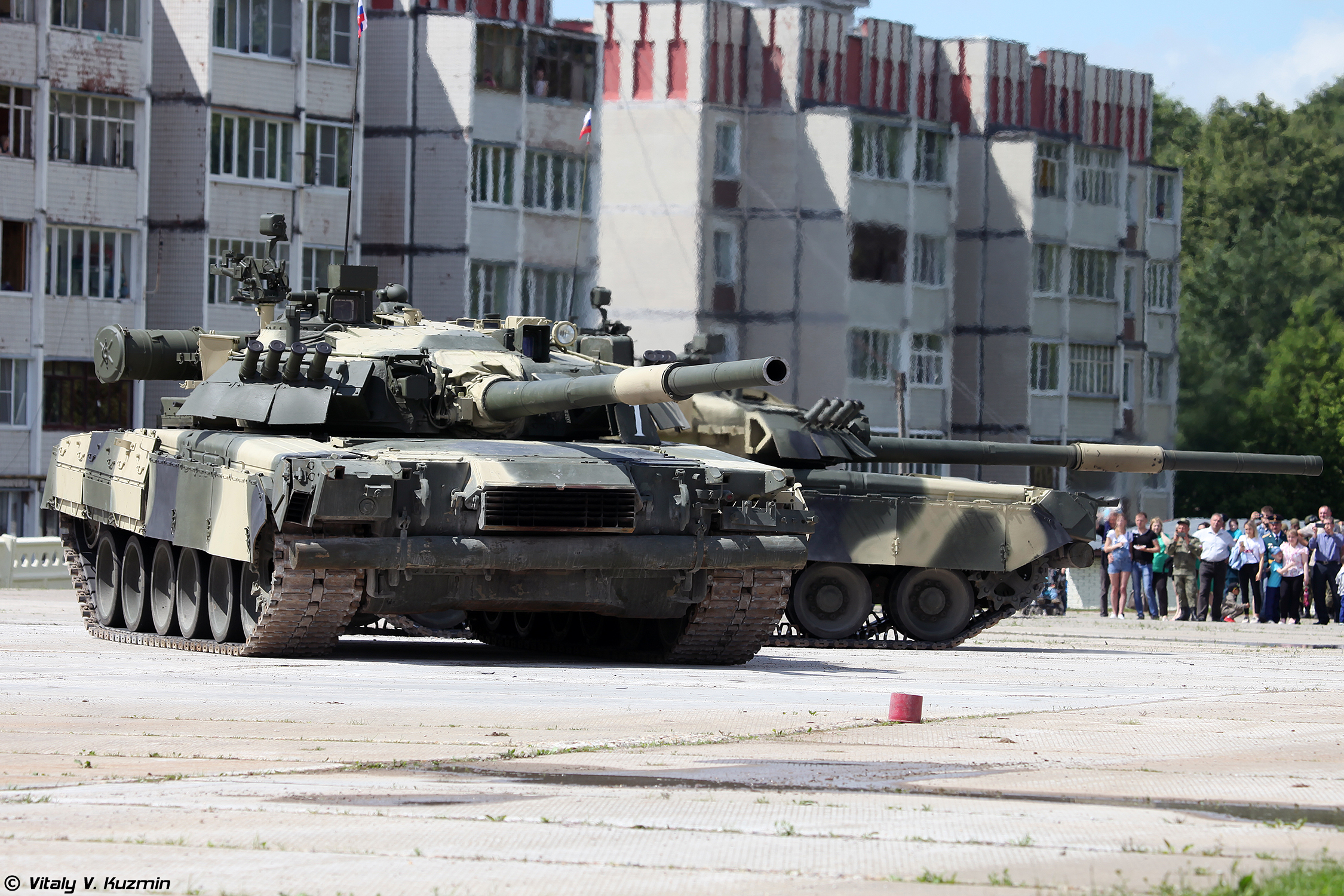
T-80U
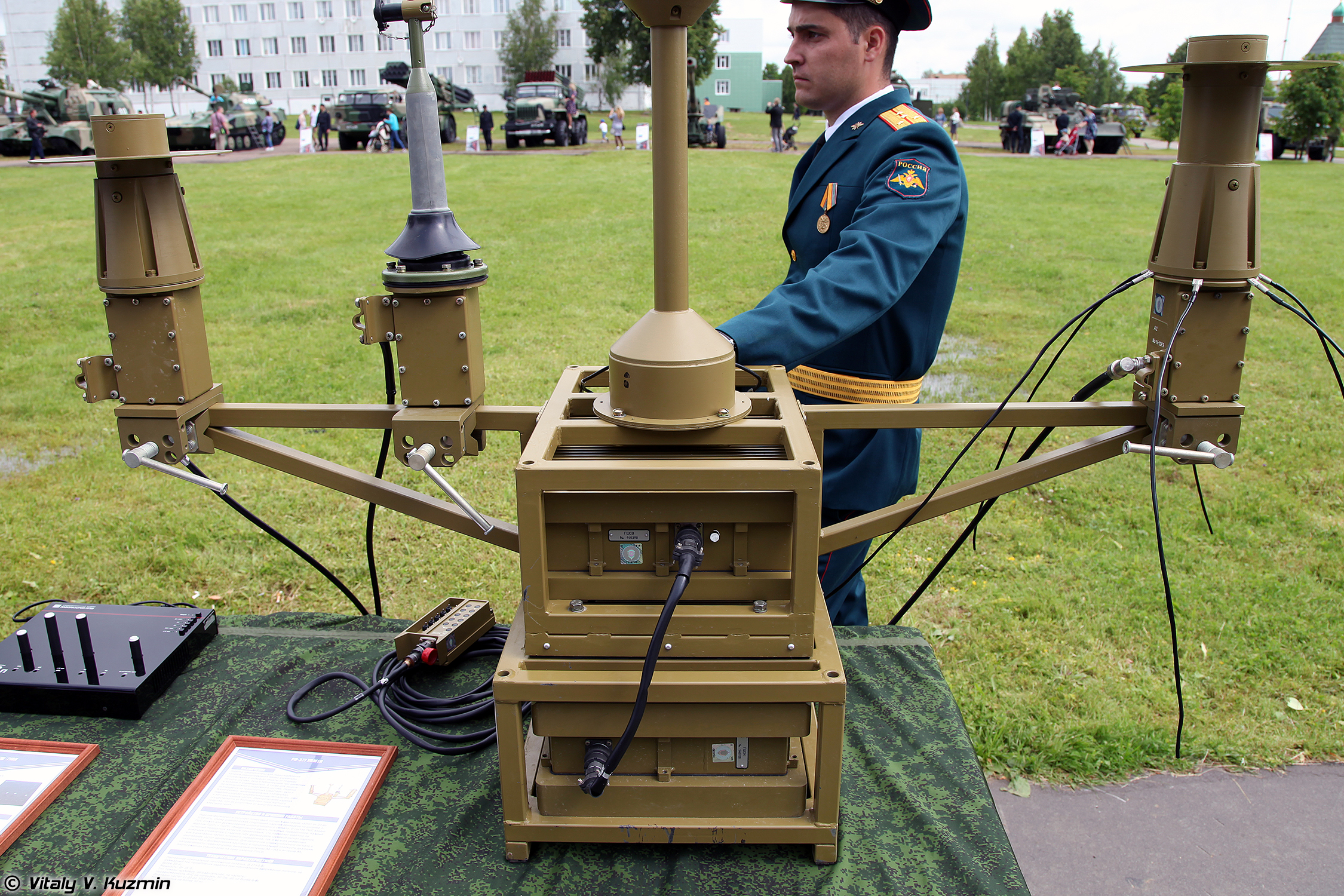
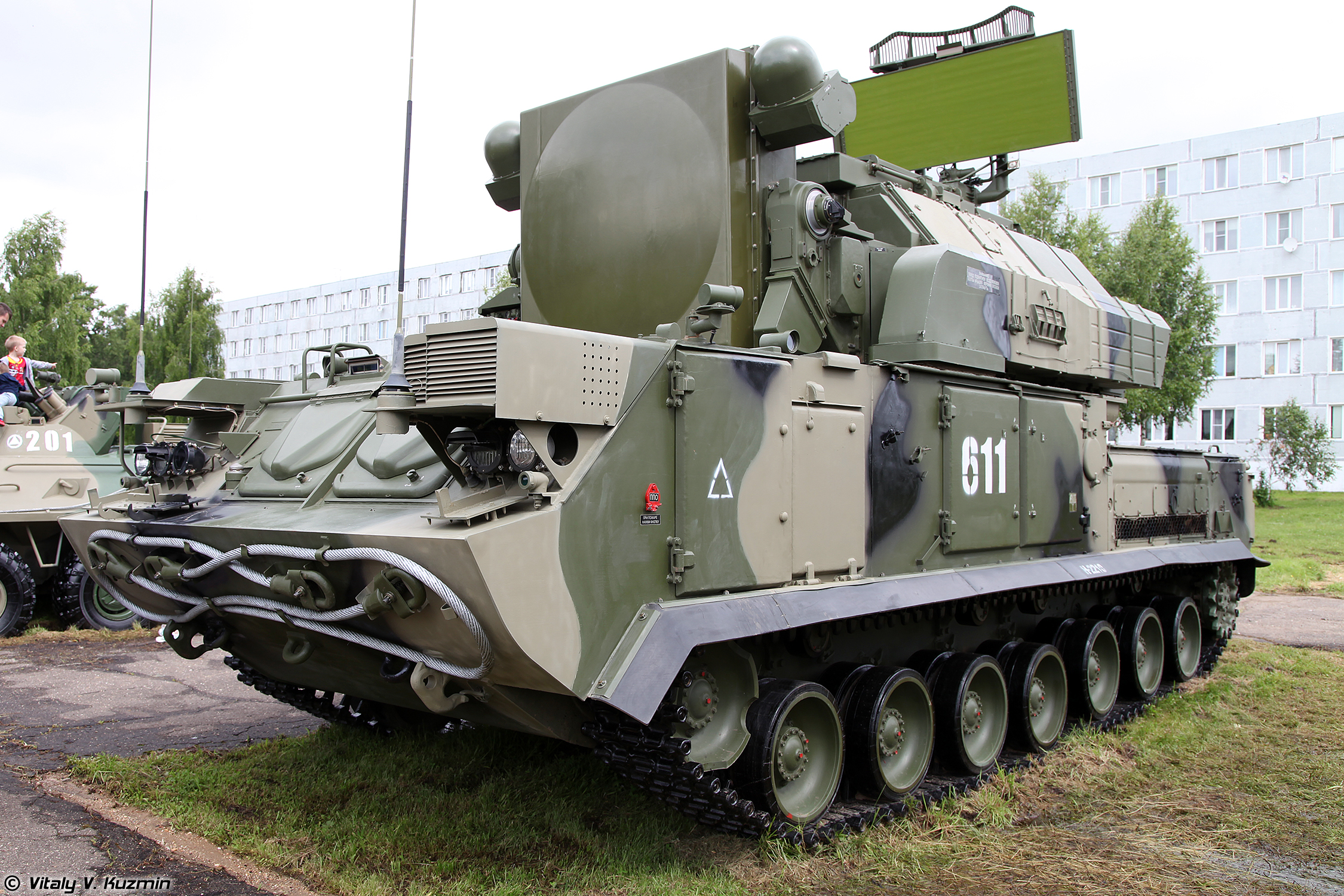
9K330 Tor-M2 du 538e régiment d’artillerie.
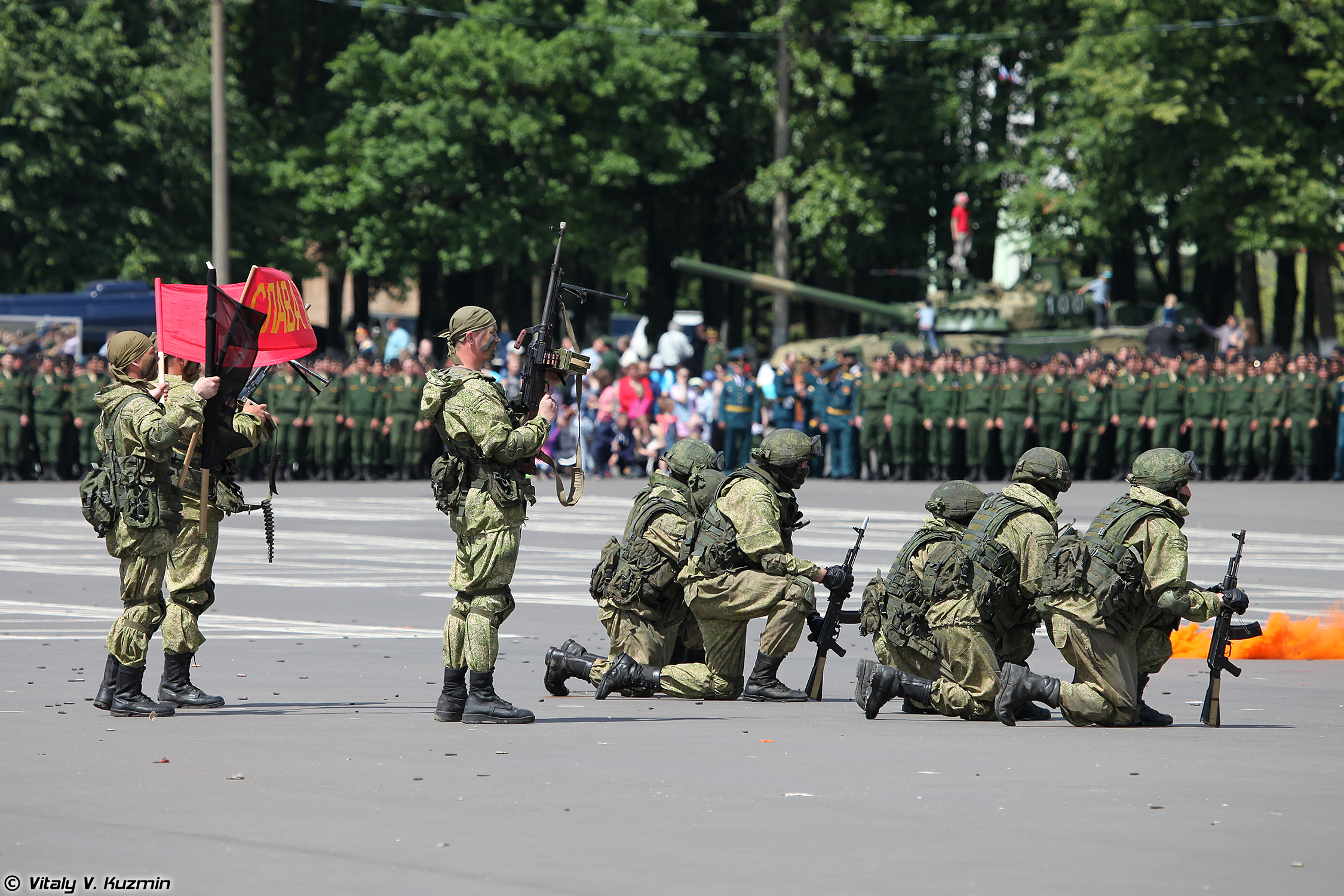
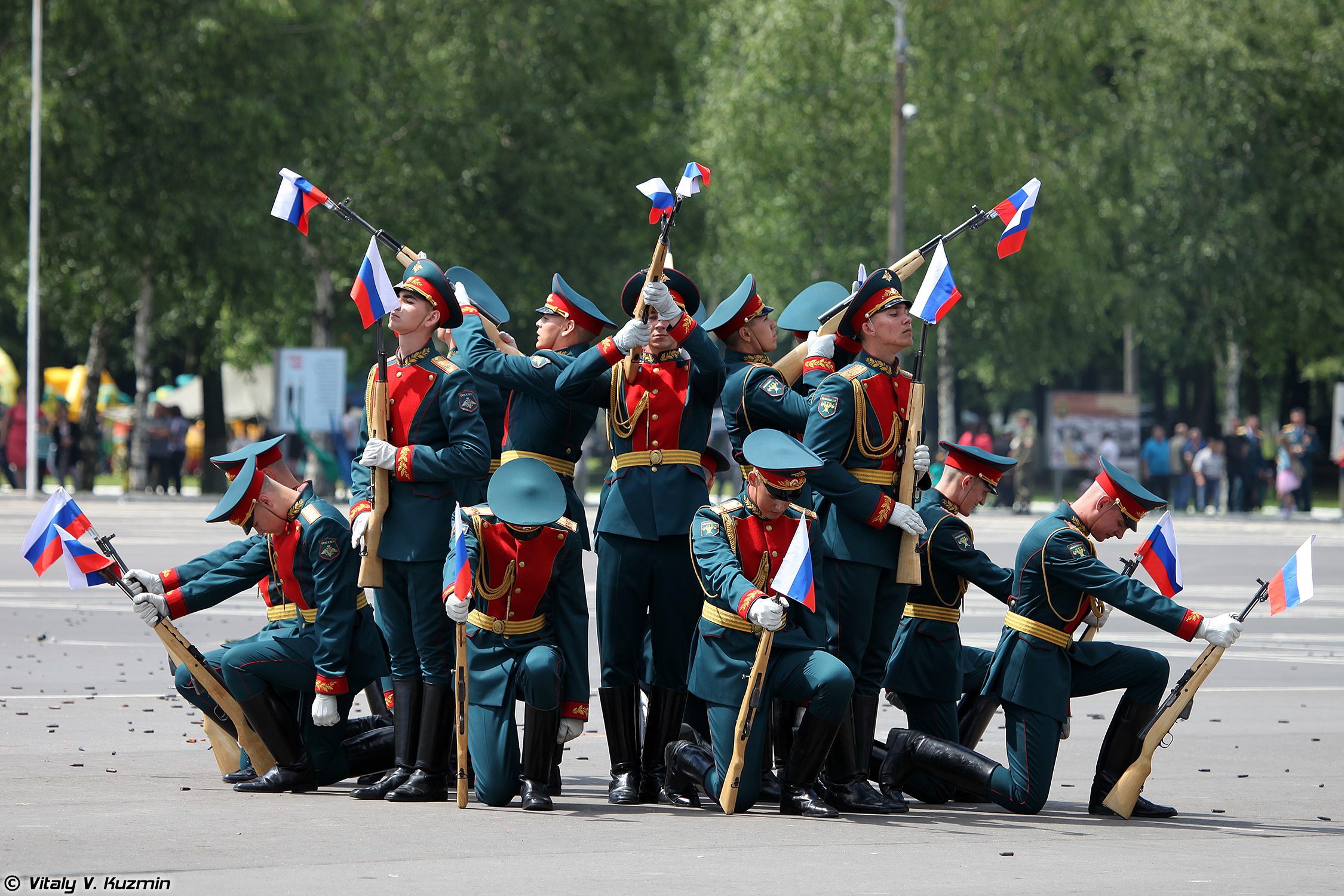

### Composition

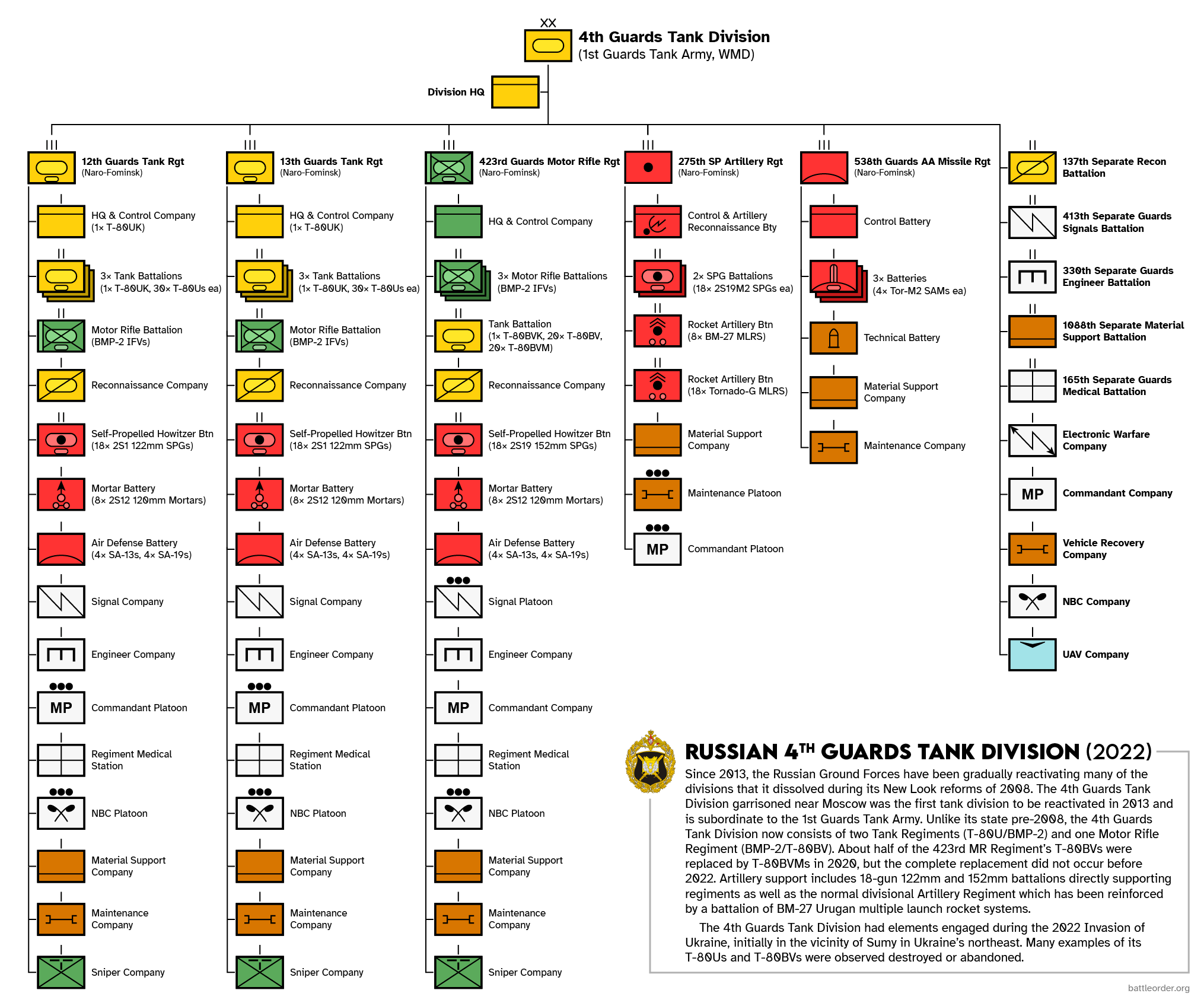
Organigramme de la 4e division de chars de la Garde, depuis 2017.

- 12e régiment de chars de la Garde Chepetovski (« de Chepetovka »), équipé avec 94 T-80 et 30 BMP-3 ;
- 13e régiment de chars de la Garde Chepetovski, avec 94 T-80 et 30 BMP-3 ;
- 432e régiment de fusiliers motorisés Yampolski (« de Iampol ») ;
- 275e régiment d'artillerie automotrice Tarnopolski (« de Tarnopol »), avec des 2S19 Msta-S, 2S34 Khosta (ru) et 2B17-1 Tornado-G ;
- 538e régiment de missiles antiaériens de la Garde Tarnopolski, avec douze 9K330 Tor-M1, six 9K35 Strela-10, six 2K22 Toungouska et 27 9K38 Igla[4] ;
- un bataillon de reconnaissance ;
- un bataillon du génie ;
- un bataillon de transmissions ;
- un bataillon de soutien logistique ;
- une compagnie de guerre électronique ;
- une compagnie de défense NBC.

### Guerre contre l'Ukraine

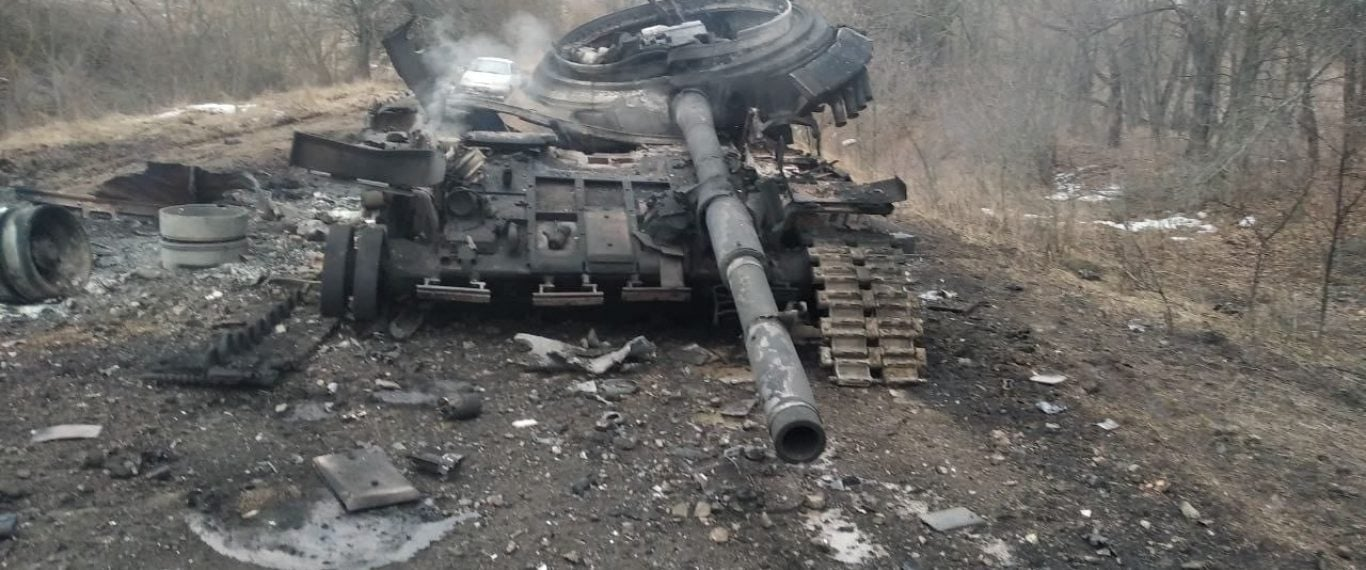
Les restes d'un char T-80 de la 4e division de tanks, le 3 mars 2022. Le coup au but explose le stock de munitions dans la caisse, faisant sauter en l'air la tourelle.

Au début de l'invasion de l'Ukraine par la Russie, les groupes tactiques de bataillon (BsTG) de la 4e division sont engagés dans le nord-est de l'Ukraine à partir du 24 février 2022, avec pour première mission d'encercler Kharkiv par le nord-ouest (la 6e armée fonçant dessus par le nord) ; mais, ils sont harcelés le long des routes dans l'oblast de Soumy, y laissant nombre de leurs chars,, pour finir arrêtés après Trostianets le 28 février par la 93e brigade mécanisée ukrainienne.
Ayant fait retraite jusqu'en Russie (dans l'oblast de Belgorod), les unités opérationnelles de la 4e division blindée sont envoyées en renfort au nord du Donbass, participant aux batailles de Roubijné et de Sievierodonetsk. En septembre 2022, une percée ukrainienne à l'est de Kharkiv menace le groupement mécanisé russe rassemblé autour d'Izioum (comprenant ce qui reste des BTG de la 4e division de chars), la privant de son ravitaillement ferroviaire (munitions et carburant) : les unités russes évacuent vers l'est en abandonnant sur place leur matériel lourd.